# Лопес-Шлип, Присцилла
Присцилла Лопес-Шлип (англ. Priscilla Lopes-Schliep; род. 26 августа 1982 года в Скарборо, Канада) — канадская спортсменка, специализировалась в беге с барьерами на 60 и 100 метров.

## Карьера
В 2008 году, на летних Олимпийских играх в Пекине заняла третье место и была награждена бронзовой медалью, пробежав 100 метров с барьерами за 12.64 сек Такого успеха у сборной команды Канады не было после Игр в Атланте, в 1996 году. В 2009 году, на чемпионате мира в Берлине Лопес-Шлип пробежала 100 метров с барьерами за 12,54 сек и завоевала серебряную медаль. В Олимпийских играх в Лондоне Лопес-Шлип не участвовала, потому что на отборочных состязаниях стала лишь 7-й из-за падения.

## Личная жизнь
Присцилла Лопес-Шлип имеет гражданство Гайаны и Португалии. Окончила Университет Небраски в Линкольне. Имеет двух детей. Двоюродный брат Присциллы Дуэйн Де Розарио (род. 1978) был профессиональным футболистом и сыграл более 80 матчей за сборную Канады в 1998—2015 годах.

## Личные рекорды
| Дистанция                | Время (сек) | Место                                  | Дата            |
| ------------------------ | ----------- | -------------------------------------- | --------------- |
| 50 метров с барьерами    | 6.82        | Стокгольм, Швеция                      | 21 Февраля 2008 |
| 55 метров с барьерами    | 7.51        | Фресно, США                            | 21 января 2008  |
| 60 метров с барьерами    | 7.82        | Штутгарт, Германия                     | 6 февраля 2010  |
| 100 метров с барьерами   | 12.49       | Брюссель, Бельгия                      | 4 сентября 2009 |
| 60 метров                | 7.23        | Линкольн (Небраска), США               | 26 февраля 2005 |
| 100 метров               | 11.44       | Виктория (Британская Колумбия), Канада | 19 июля 2003    |
| 200 метров (в помещении) | 23.50       | Линкольн (Небраска), США               | 25 февраля 2006 |